# Albert Berger
Albert Berger est un producteur de cinéma américain né à Chicago (Illinois).

## Biographie
Albert Berger fait ses études à l'Université Tufts dans le Massachusetts puis, après avoir suivi les cours de l'Université Columbia à New York, part à Los Angeles comme scénariste pour Paramount Pictures, TriStar, entre autres. Il devient par la suite vice-président chargé du développement de Marvin Worth Productions, une filiale de Paramount.
Lors du Festival du film de Sundance de 1989, il a l'idée avec Ron Yerxa de créer sa société de production, et Bona Fide Productions voit le jour en 1993

## Filmographie

### Cinéma
- 1993 : King of the Hill de Steven Soderbergh
- 1999 : The Wood de Rick Famuyiwa
- 1999 : L'Arriviste d'Alexander Payne
- 2002 : Pumpkin d'Anthony Abrams et Adam Larson Border
- 2003 : Retour à Cold Mountain d'Anthony Minghella
- 2005 : Faux Amis de Harold Ramis
- 2005 : Les Mots retrouvés de Scott McGehee et David Siegel
- 2006 : Little Children de Todd Field
- 2006 : Little Miss Sunshine de Jonathan Dayton et Valerie Faris
- 2008 : Hamlet 2 d'Andrew Fleming
- 2010 : Une famille très moderne de Josh Gordon et Will Speck
- 2012 : We Made This Movie de Rob Burnett
- 2012 : Elle s'appelle Ruby de Jonathan Dayton et Valerie Faris
- 2013 : Nebraska d'Alexander Payne
- 2013 : Charlie Countryman de Fredrik Bond
- 2014 : Low Down de Jeff Preiss
- 2015 : Back Home (Louder Than Bombs) de Joachim Trier
- 2017 : Liaisons à New York (The Only Living Boy in New York) de Marc Webb

### Télévision
- 1998 : Une voleuse de charme (téléfilm)
- 2014 : The Leftovers (série)

## Nominations
- BAFTA 2004 : Retour à Cold Mountain pour le BAFA du meilleur film et pour le BAFA du meilleur film britannique
- BAFTA 2007 : Little Miss Sunshine pour le BAFA du meilleur film
- Oscars du cinéma 2014 : Nebraska pour l'Oscar du meilleur film